# Barnstorf
Barnstorf è un comune mercato di 5.913 abitanti della Bassa Sassonia, in Germania.
Appartiene al circondario (Landkreis) di Diepholz (targa DH) ed è parte della comunità amministrativa (Samtgemeinde) di Barnstorf.

## Geografia antropica

### Suddivisioni amministrative
Oltre al capoluogo (Barnstorf), il territorio comunale comprende le frazioni (Ortsteil) di Aldorf, Dreeke e Rechtern.